# Cuac FM
Cuac FM és una ràdio comunitària que emet des de 1996 al 103.4 FM de la Corunya. És gestionada per l'associació cultural Col·lectiu d'Universitaris Actius, que dona nom a l'emissora. Emet des d'un edifici del campus d'A Zapateira, de la Universitat de la Corunya, on s'ubica l'Estudi José Couso (o Estudi 1) i la Redacció de l'emissora. A la tardor de 2010 serà a l'Estudi Alexandre Bóveda o Estudi 2 (estudi de gravació).
Des de la seva fundació ha estat pedrera de nombrosos comunicadors de premsa escrita, ràdio i televisió, com Hugh McGinley, Antón Lezcano, Txuri Ferrer, Tomàs Legido, Mariano Fernández, Víctor Gran, Fernando Molezún, Teba Chacón, Omar Bello, Javier Lojo, Isaac González o Álvaro Valiño.

## Història
L'emissora té els seus orígens en el Club de Premsa de la Universitat de la Corunya. Aquest club realitzava el 1995 un programa anomenat A pé de Campus a Ràdio Culleredo, i van pensar que la UDC hauria de tenir una ràdio que donés veu a tots els estudiants i col·lectius, així que el 15 juny 1995 van crear el Col·lectiu d'Universitaris Actius com Associació Juvenil. Únicament dos dels fundadors (Tomas Legido i Mariano Fernández), segueixen formant part activa de Cuac FM.
El 8 de març de 1996, es va instal·lar el dipol radiant vertical (antena dipol) i l'emissor en un despatx de la Facultat d'Econòmiques, i va començar el període de proves. La inauguració oficial es va produir el 27 de març, comptant en l'estudi amb Antonio Erias, degà de la Facultat d'Econòmiques, i Manuel Sarceda, Vicerector d'Estudiants.
El maig de 2002, es va clausurar per sorpresa l'estudi, ja que la Facultat d'Econòmiques es mudava al Campus de Elviña, i el seu edifici seria ocupat per la Facultat de Filologia (que van utilitzar l'espai de l'aula per ampliar la biblioteca), i en octubre de 2003 es van reprendre les emissions per FM, amb la participació de Manuel Rivas i Xurxo Souto.
El 2006, coincidint amb el seu desè aniversari, va participar juntament amb altres 5 projectes radiofònics, a la creació de la Rede Galega de Radios Libres e Comunitarias (ReGaRLiC), encara que aquesta encara no té personalitat jurídica. És un dels projectes fundadors de la Red de Medios Comunitarios, associació que dona forma jurídica al moviment de mitjans comunitaris a l'estat espanyol, en què participa activament durant els quatre anys previs a la seva constitució. A Cuac FM li és confiada la seu social de la Xarxa en l'Assemblea Fundacional celebrada a Madrid el 24 de maig de 2009, i l'emissora assumiria la Secretaria i la Coordinadora de Legislació en la persona de Mariano Fernández. En aquesta època, mentre es tramitava la Llei General de la Comunicació Audiovisual, l'emissora s'ha posicionat a favor de la regulació dels mitjans del Tercer Sector de la Comunicació.